# Saison 2014 de l'équipe cycliste Cibel

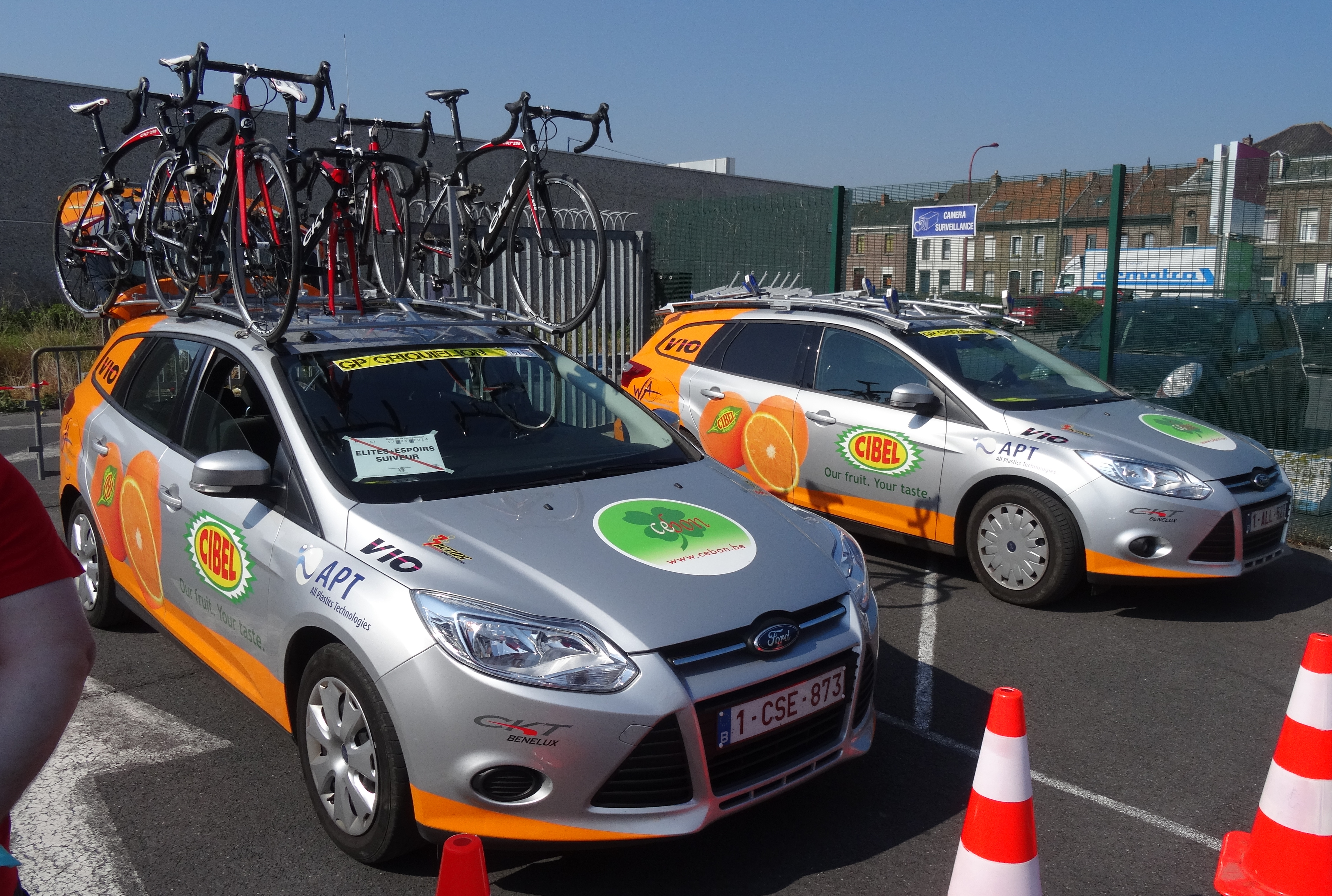
Deux voitures de Cibel lors du Grand Prix Criquielion 2014.

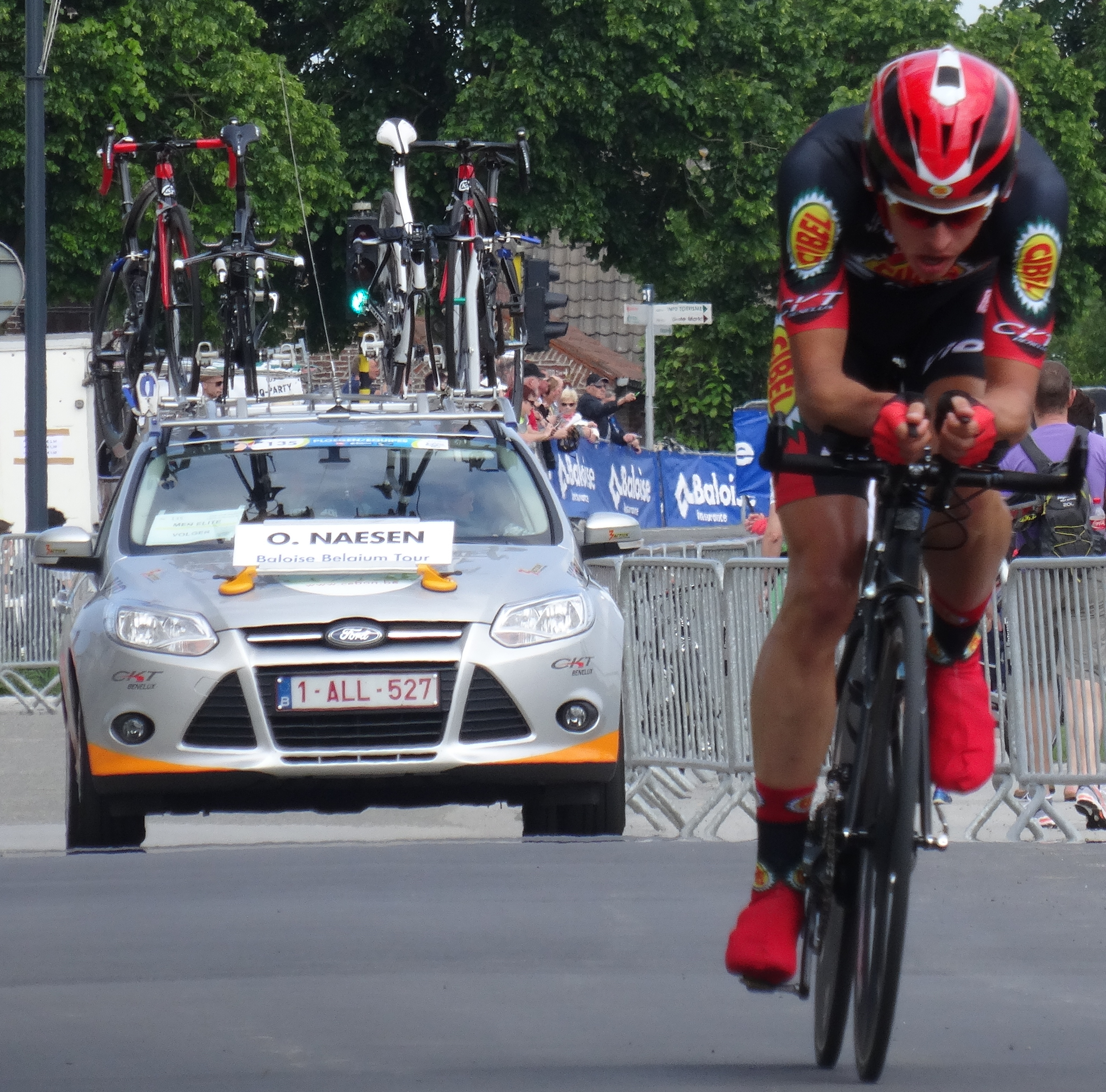
Oliver Naesen lors du contre-la-montre de la 3e étape du Tour de Belgique 2014 à Dixmude.

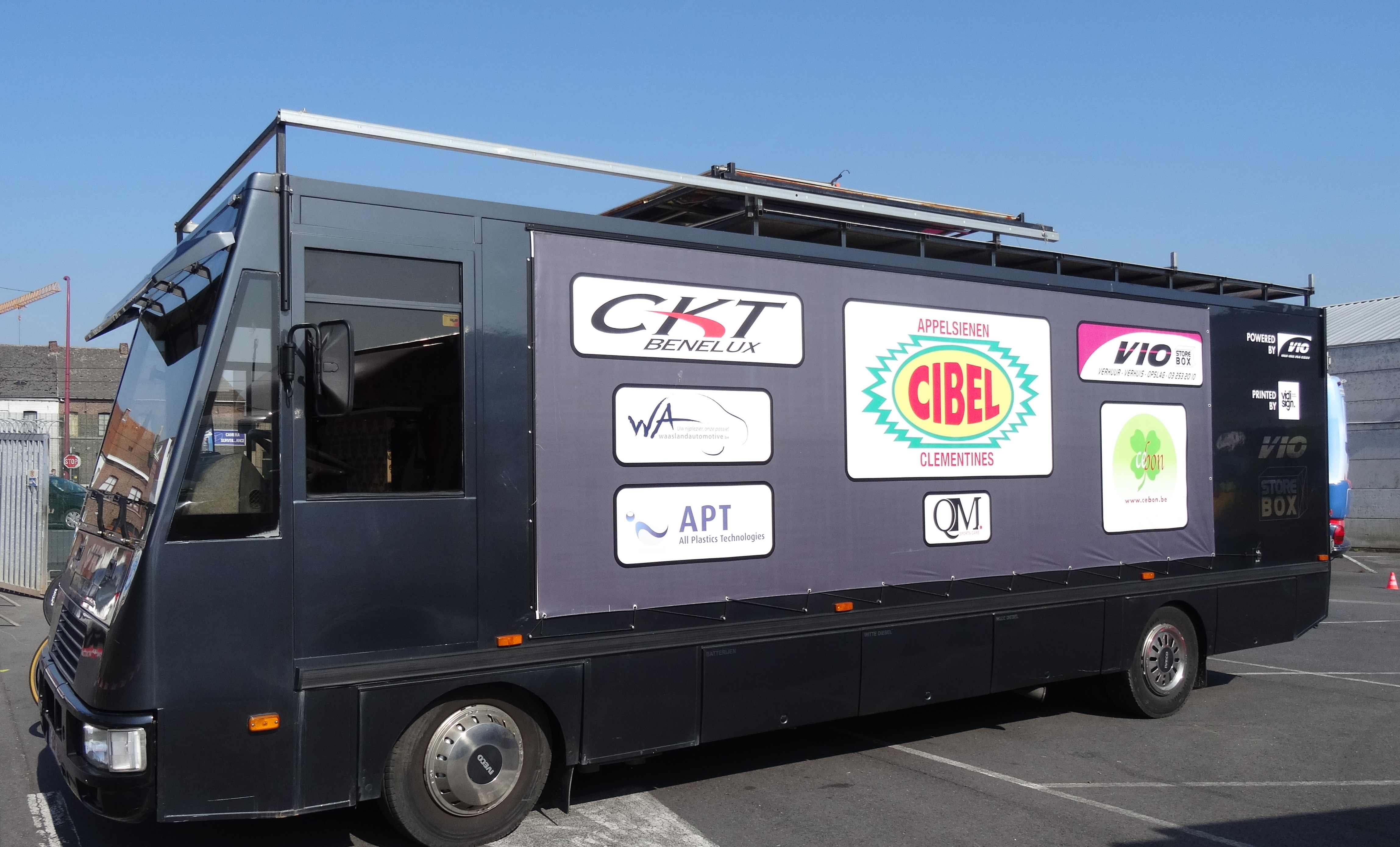
La camionnette de Cibel lors du Grand Prix Criquielion 2014.

La saison 2014 de l'équipe cycliste Cibel est la neuvième de cette équipe, mais la première en tant qu'équipe continentale.

## Préparation de la saison 2014

### Arrivées et départs
| Arrivées                | Équipe 2013                        |
| ----------------------- | ---------------------------------- |
| Bjorn De Decker         | Start-Trigon                       |
| Thomas Gibbons          | Baguet Bicycle Center-MIBA Poorten |
| Maniusis Martynas       | Doltcini-Flanders                  |
| Fabrice Mels            | Salcan-Alanya                      |
| Oliver Naesen           | Van Der Vurst                      |
| Matthias Ongena         | Van Der Vurst                      |
| Thomas Ongena           | Prorace                            |
| Niels Schittecatte      | Colba-Superano Ham                 |
| Matthias Van Holderbeke | Doltcini-Flanders                  |
| Jori Van Steenberghen   | Van Der Vurst                      |

| Départs       | Équipe 2014                |
| ------------- | -------------------------- |
| Stijn Verbeke | Royal Antwerp Bicycle Club |

## Déroulement de la saison
La saison 2014 est la première de Cibel en tant qu'équipe continentale.

## Coureurs et encadrement technique

### Effectif

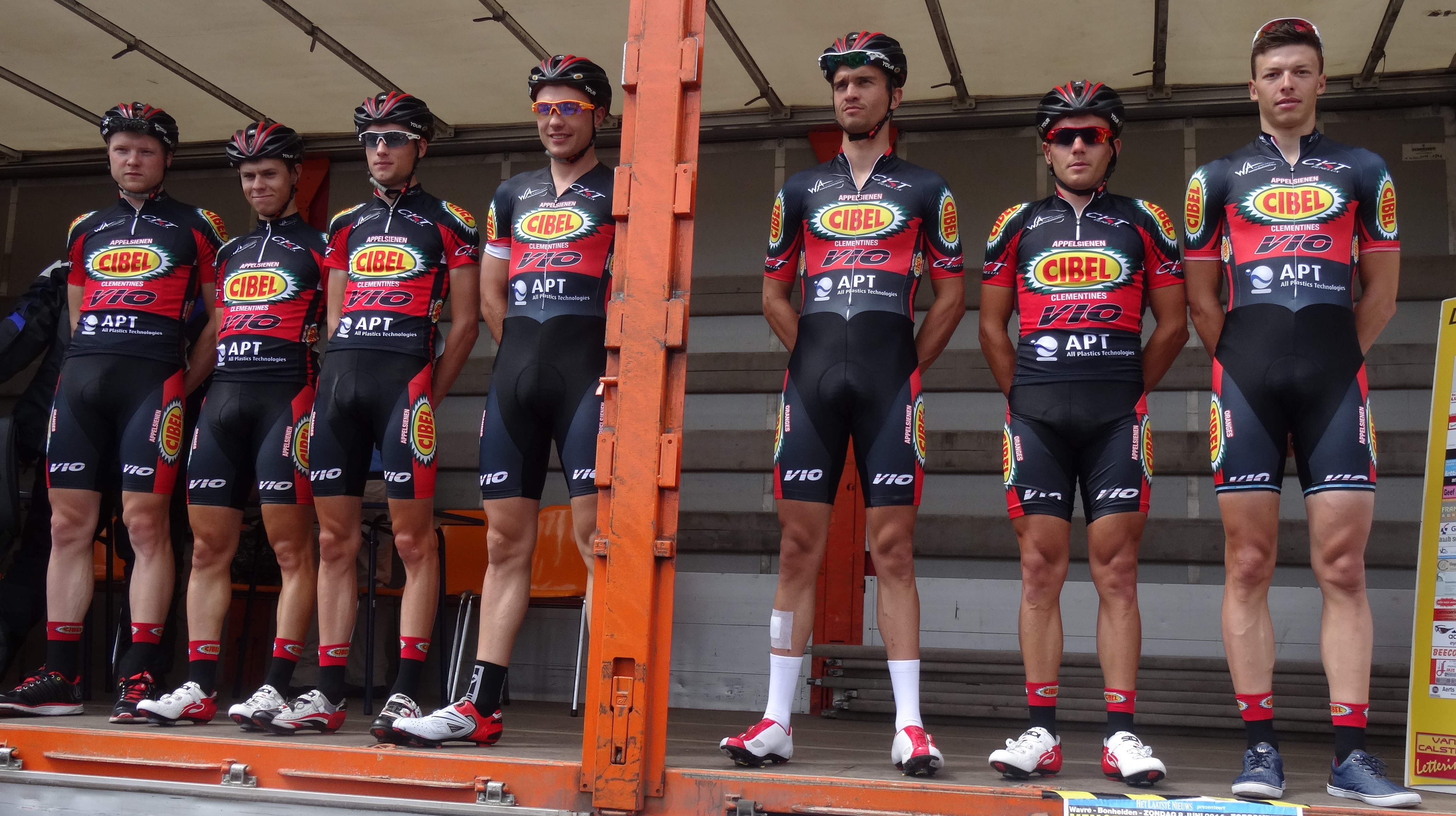
L'équipe lors du Mémorial Philippe Van Coningsloo 2014.

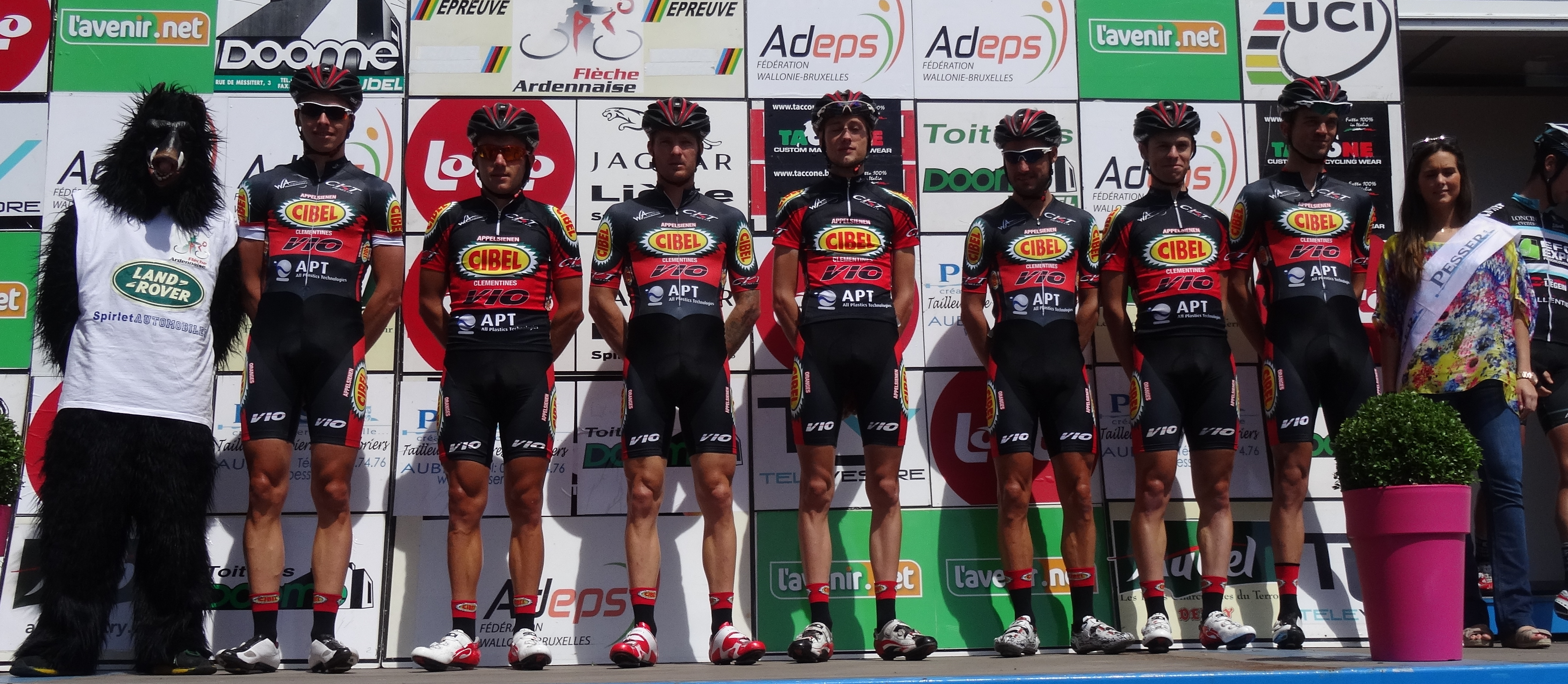
L'équipe lors de la Flèche ardennaise 2014.

| Cycliste,               | Date de naissance | Nationalité      | Équipe 2013                        |
| ----------------------- | ----------------- | ---------------- | ---------------------------------- |
| Kevin Callebaut         | 16 octobre 1991   | Belgique         | Cibel-Aliplast                     |
| Bjorn De Decker         | 10 janvier 1988   | Belgique         | Start-Trigon                       |
| Thomas Gibbons          | 6 décembre 1989   | États-Unis       | Baguet Bicycle Center-MIBA Poorten |
| Kenny Goossens          | 4 mars 1991       | Belgique         | Cibel-Aliplast                     |
| Kristof Heyns           | 30 août 1976      | Belgique         | Cibel-Aliplast                     |
| Maniusis Martynas       | 16 août 1989      | Lituanie         | Doltcini-Flanders                  |
| Fabrice Mels            | 17 août 1992      | Belgique         | Salcan-Alanya                      |
| Oliver Naesen           | 16 septembre 1990 | Belgique         | Van Der Vurst                      |
| Matthias Ongena         | 22 mai 1989       | Belgique         | Van Der Vurst                      |
| Thomas Ongena           | 22 octobre 1980   | Belgique         | Prorace                            |
| Marc Ryan               | 14 octobre 1982   | Nouvelle-Zélande |                                    |
| Niels Schittecatte      | 13 novembre 1992  | Belgique         | Colba-Superano Ham                 |
| Guy Smet                | 4 février 1972    | Belgique         | Cibel-Aliplast                     |
| Matthias Van Holderbeke | 18 décembre 1992  | Belgique         | Doltcini-Flanders                  |
| Arne Van Snick          | 15 février 1992   | Belgique         | Cibel-Aliplast                     |
| Jori Van Steenberghen   | 9 octobre 1991    | Belgique         | Van Der Vurst                      |

Portraits
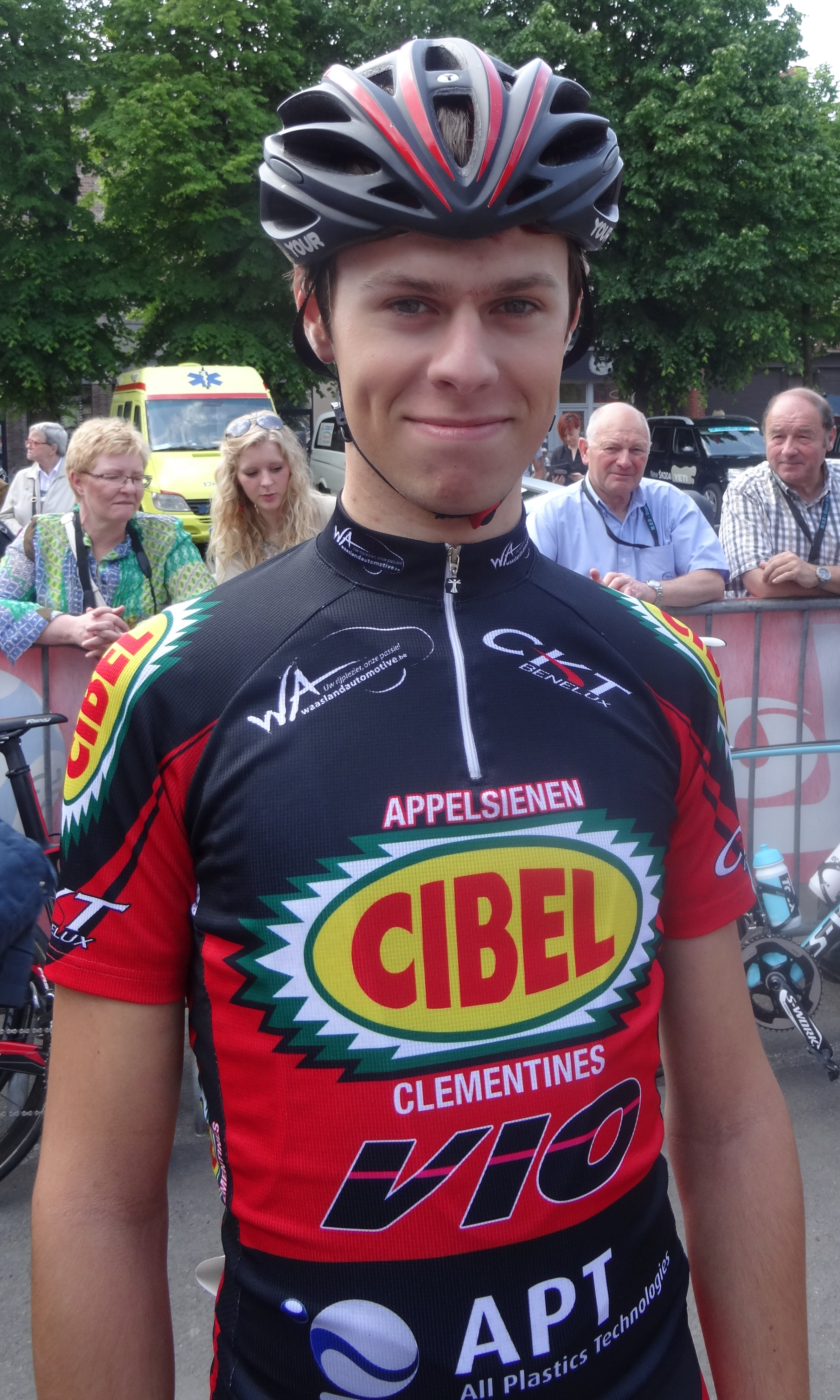
Kevin Callebaut.
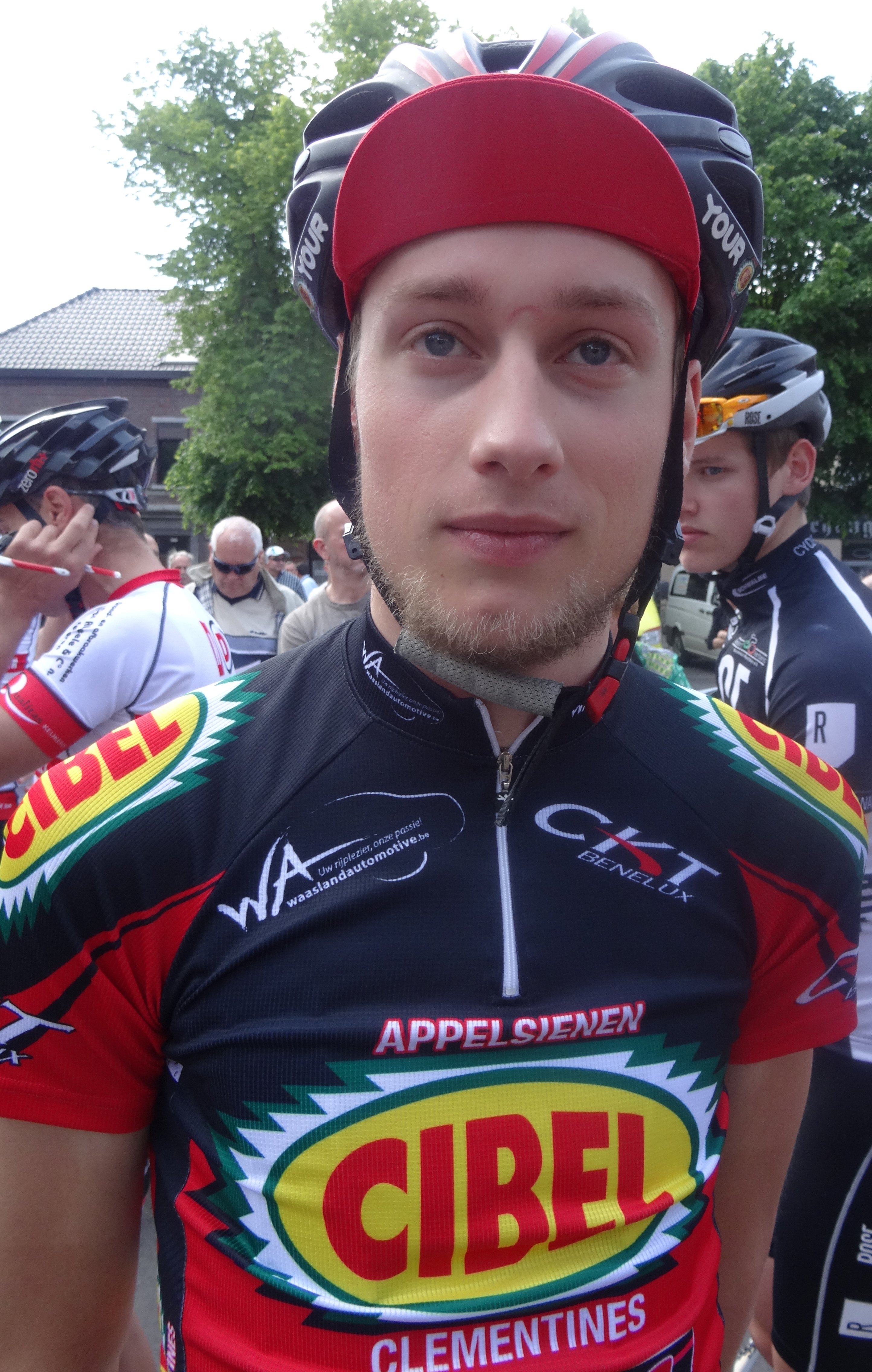
Kenny Goossens.
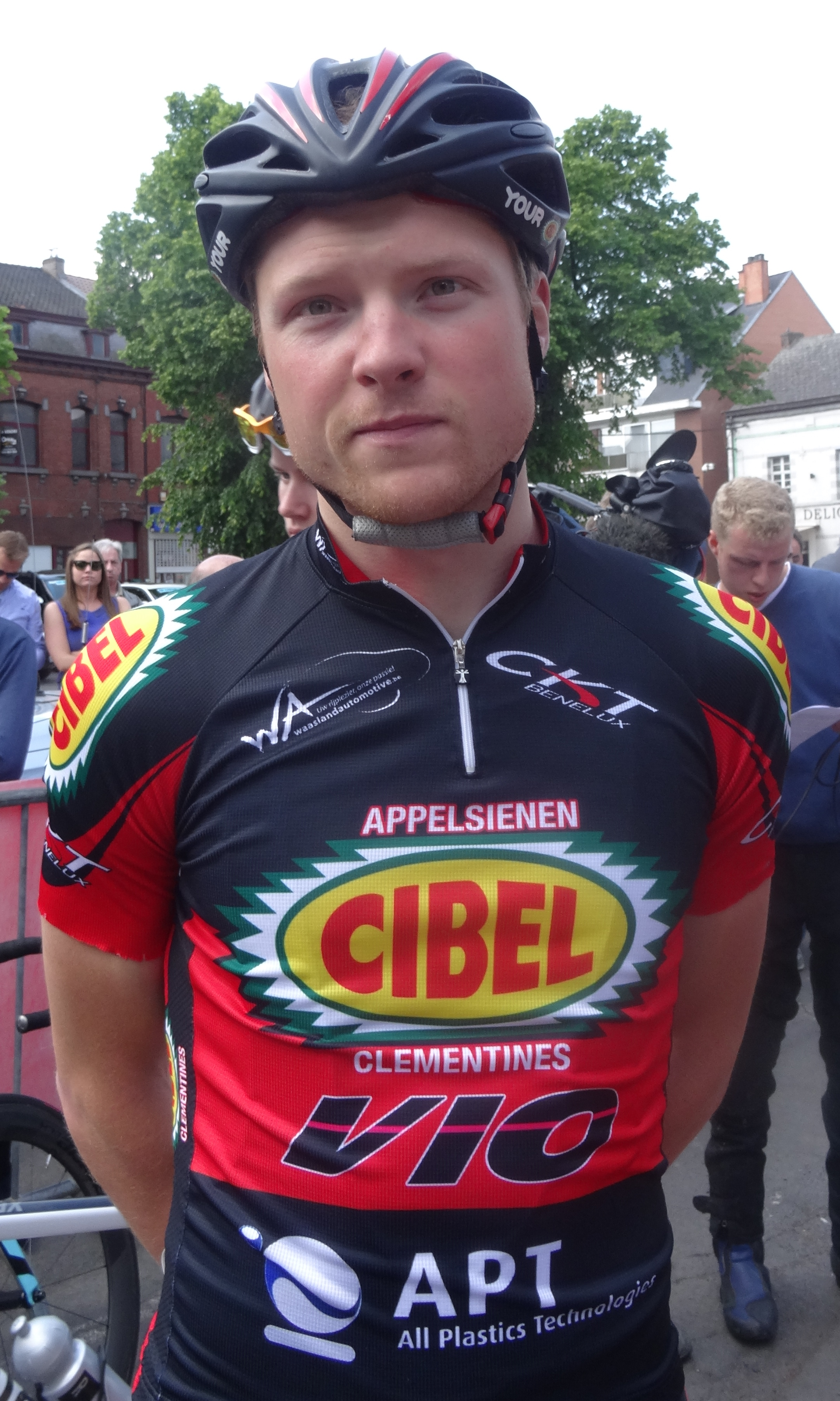
Maniusis Martynas.
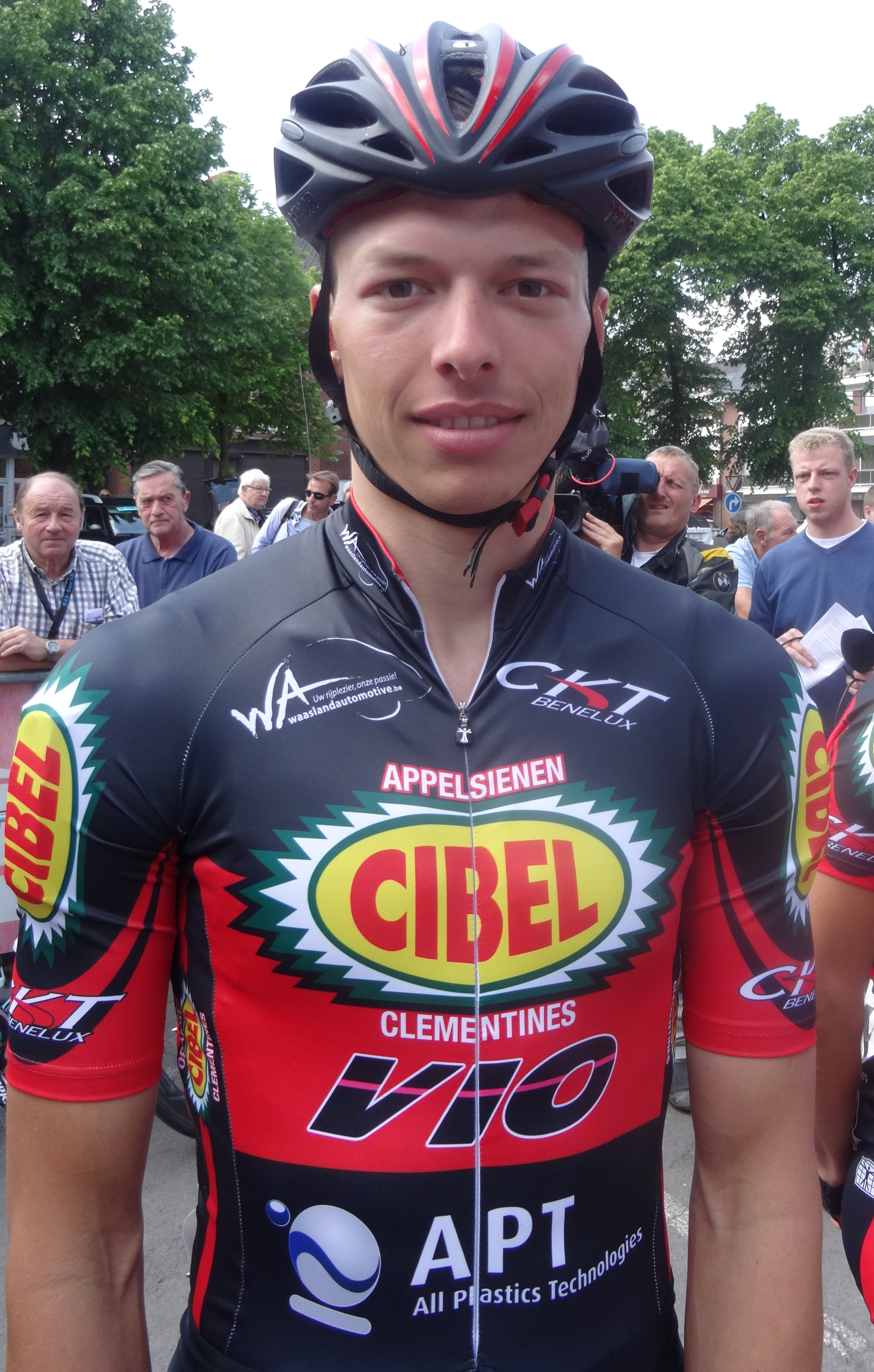
Oliver Naesen.
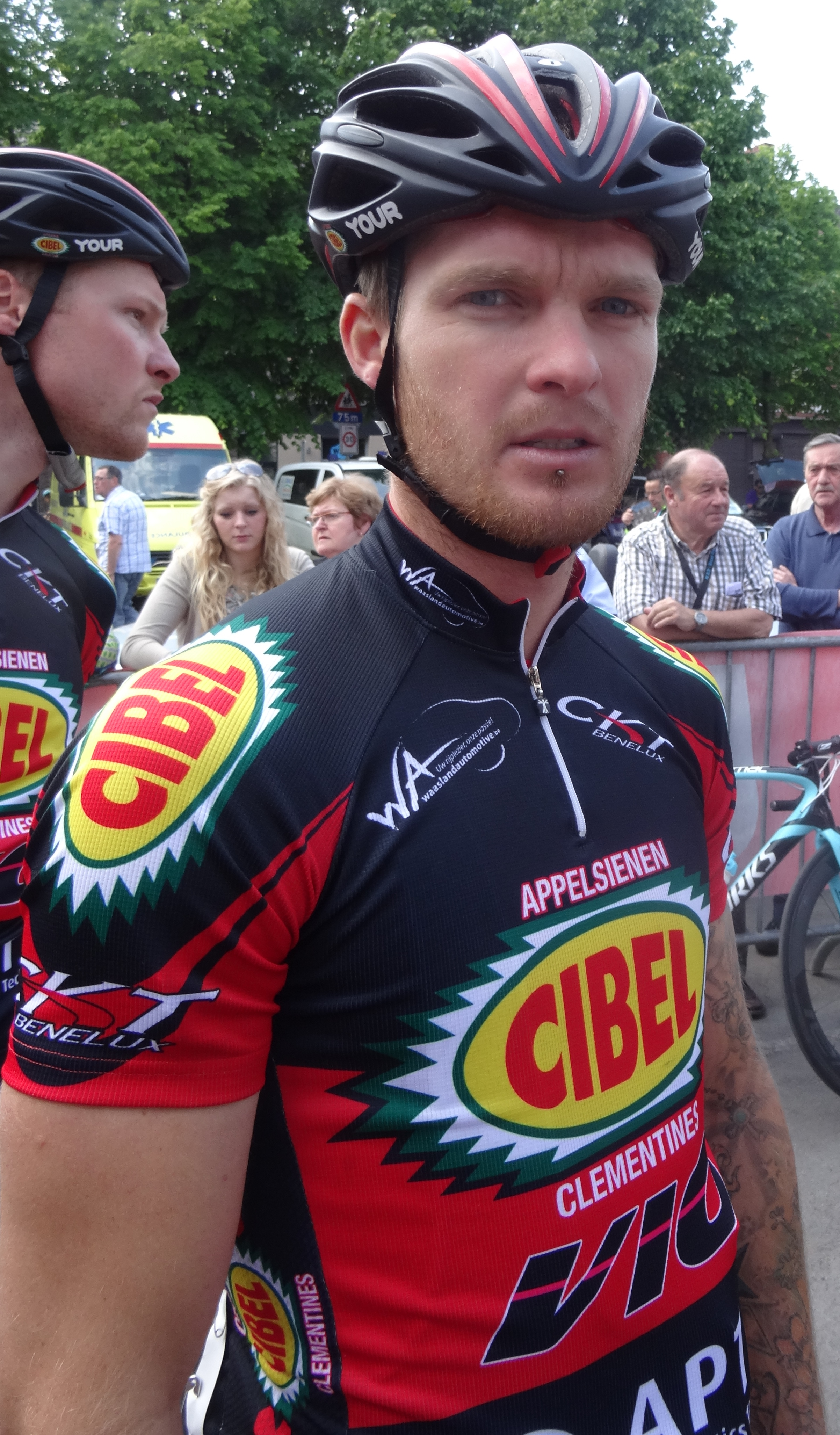
Thomas Ongena.
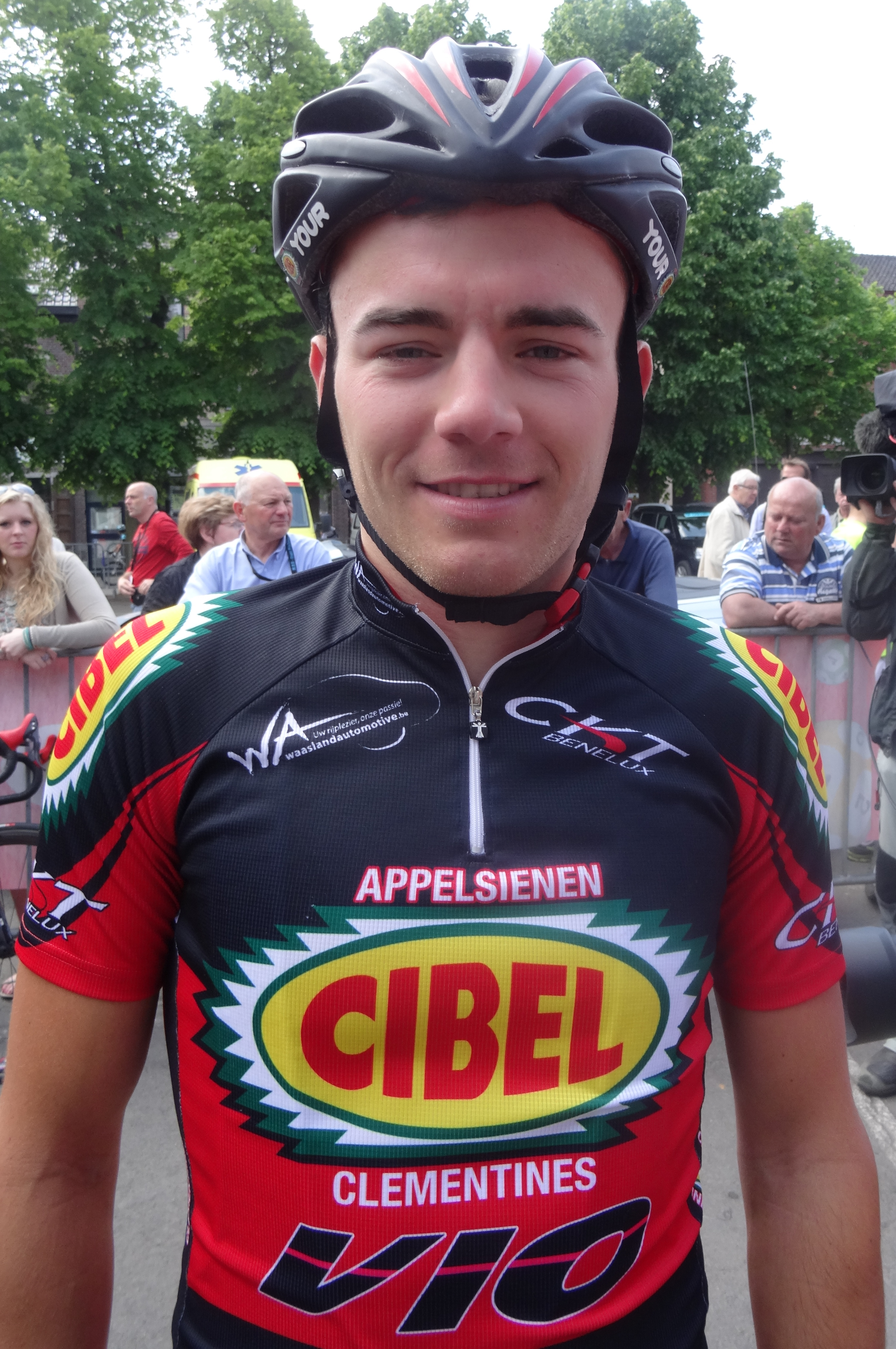
Jori Van Steenberghen.

## Bilan de la saison

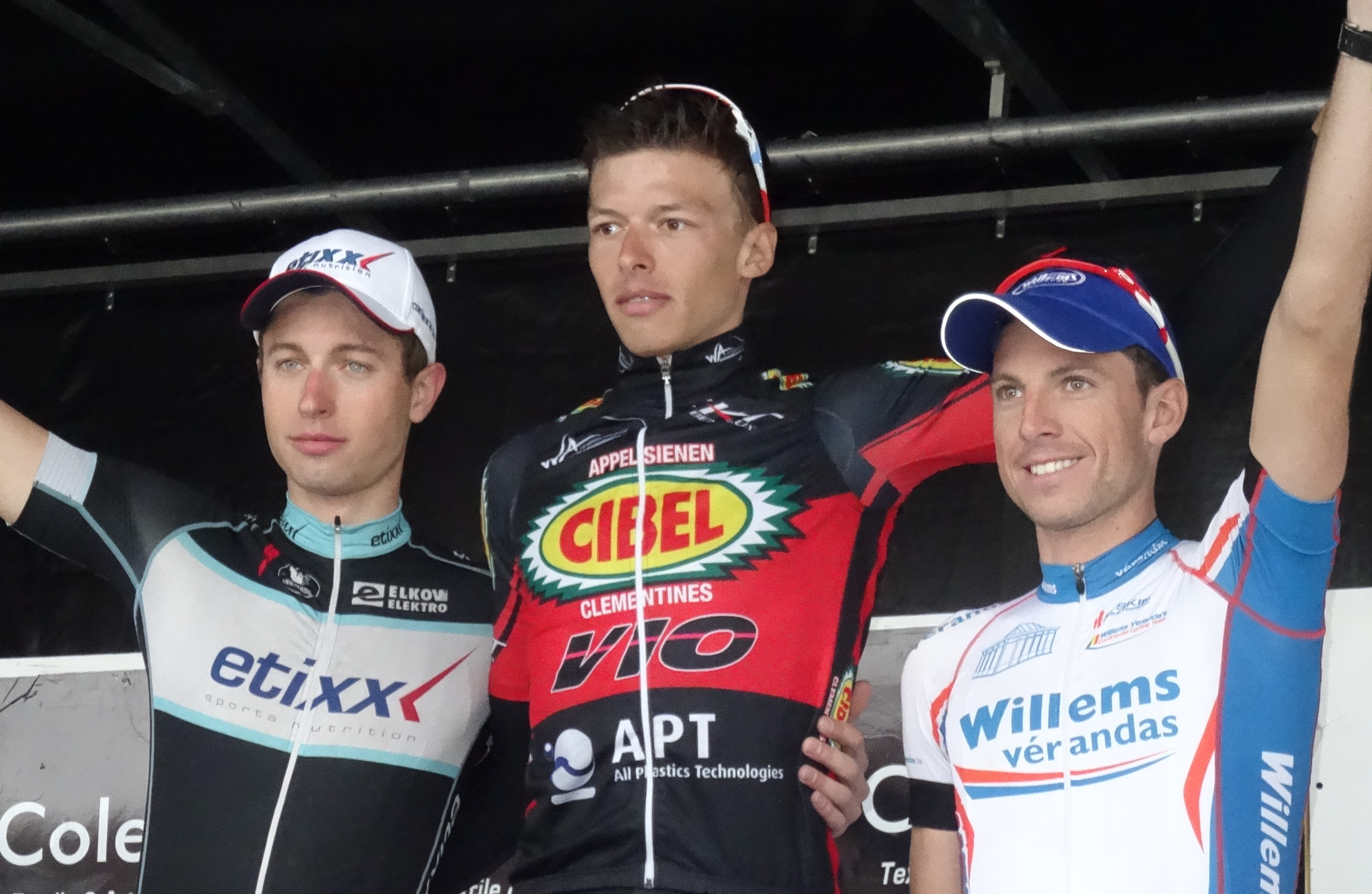
Podium de l'édition 2014 du Grand Prix des commerçants de Templeuve : Łukasz Wiśniowski (2e), Oliver Naesen (1er) et Gaëtan Bille (3e).

### Victoires
Oliver Naesen remporte la seule victoire UCI de l'équipe : le Grand Prix des commerçants de Templeuve,. À cette occasion, il termine troisième de la Topcompétition.
| Date       | Course                                  | Pays     | Classe | Vainqueur     |
| ---------- | --------------------------------------- | -------- | ------ | ------------- |
| 30/08/2014 | Grand Prix des commerçants de Templeuve | Belgique | 1.2    | Oliver Naesen |

### Classement UCI

#### UCI Europe Tour
L'équipe Cibel termine à la 76e place de l'Europe Tour avec 120 points. Ce total est obtenu par l'addition des points des huit meilleurs coureurs de l'équipe au classement individuel, cependant seul un coureur est classé,.
| Rang | Coureur       | Points |
| ---- | ------------- | ------ |
| 96   | Oliver Naesen | 120    |